# 馬里亞 (馬里)
馬里亞（法語：Miria），是馬里的城鎮，位於該國南部，由錫卡索區的錫卡索省負責管轄，處於錫卡索西北面68公里，面積231平方公里，2009年人口8,226，人口密度每平方公里36人。